# The French Dispatch
The French Dispatch is een Amerikaans-Duitse komische dramafilm uit 2021, die geschreven en geregisseerd werd door Wes Anderson. De film beschikt over een uitgebreide ensemblecast bestaande uit onder meer Benicio del Toro, Adrien Brody, Tilda Swinton, Léa Seydoux, Frances McDormand, Timothée Chalamet, Jeffrey Wright, Bill Murray en Owen Wilson.

## Verhaal
De film speelt zich midden 20e eeuw af in de fictieve, Franse stad Ennui-sur-Blasé en volgt de redactie, journalisten en verhalen van "The French Dispatch", de Franse afdeling van het Amerikaans tijdschrift Liberty, Kansas Evening Sun.

## Rolverdeling
| Acteur                 | Personage               |
| ---------------------- | ----------------------- |
| Benicio del Toro       | Moses Rosenthaler       |
| Adrien Brody           | Julian Cadazio          |
| Tilda Swinton          | J.K.L. Berensen         |
| Léa Seydoux            | Simone                  |
| Frances McDormand      | Lucinda Krementz        |
| Timothée Chalamet      | Zeffirelli              |
| Lyna Khoudri           | Juliette                |
| Jeffrey Wright         | Roebuck Wright          |
| Bill Murray            | Arthur Howitzer jr.     |
| Owen Wilson            | Herbsaint Sazerac       |
| Christoph Waltz        | Paul Duval              |
| Jason Schwartzman      | Hermes Jones            |
| Lois Smith             | Upshur "Maw" Clampette  |
| Griffin Dunne          | Legal Advisor           |
| Fisher Stevens         | Story Editor            |
| Wally Wolodarsky       | Cheery Writer           |
| Pablo Pauly            | Bediende                |
| Anjelica Bette Fellini | Corrector               |
| Anjelica Huston        | Verteller               |
| Mathieu Amalric        | The Commissaire         |
| Stephen Park           | Nescaffer               |
| Saoirse Ronan          | Junkie / Showgirl       |
| Elisabeth Moss         | Alumna                  |
| Willem Dafoe           | Albert "the Abacus"     |
| Bob Balaban            | Uncle Nick              |
| Henry Winkler          | Uncle Joe               |
| Rupert Friend          | Drill-Sergeant          |
| Denis Ménochet         | Gevangenisbewaker       |
| Benjamin Lavernhe      |                         |
| Vincent Macaigne       |                         |
| Félix Moati            | Hoofd Cateraar          |
| Guillaume Gallienne    | Mr. B                   |
| Cécile de France       | Mrs. B                  |
| Alex Lawther           | Morisot                 |
| Liev Schreiber         | Talk Show Host          |
| Edward Norton          | The Chauffeur           |
| Tony Revolori          | Jonge Rosenthaler       |
| Larry Pine             | Hoofdmaigstraat         |
| Morgane Polanski       | Vriendin                |
| Mohammed Belhadjine    | Mitch-Mitch             |
| Tom Hudson             | Jonge Mitch-Mitch       |
| Nicolas Avinée         | Vittel                  |
| Toheeb Jimoh           | Cadet                   |
| Lily Taleb             | Juliette's vriend       |
| Stéphane Bak           | Communicatie Specialist |
| Hippolyte Girardot     | Chou-fleur              |
| Dammien Bonnard        | Politie detective       |

## Productie
In augustus 2018 werd bericht dat Wes Anderson van plan was om een film te regisseren die zich afspeelde in het Frankrijk van net na de Tweede Wereldoorlog. Aanvankelijk werd bericht dat het om een musicalfilm ging, maar dit werd in november 2018 ontkend door producent Jeremy Dawson. In september 2019 werd het project opgepikt door Fox Searchlight Pictures.
In november 2018 raakte de casting van Tilda Swinton en Mathieu Amalric bekend. Aanvankelijk werden ook Brad Pitt en Natalie Portman aan het project gelinkt. In december 2018 werd de cast uitgebreid met Léa Seydoux, Frances McDormand, Bill Murray, Timothée Chalamet, Benicio del Toro en Jeffrey Wright. In januari 2019 raakte ook de casting van onder meer Owen Wilson, Saoirse Ronan, Adrien Brody, Henry Winkler, Willem Dafoe, Bob Balaban, Kate Winslet en Cécile de France bekend.
De opnames gingen in november 2018 van start in de Franse stad Angoulême en eindigden in maart 2019. Anderson gebruikte voor de film meer dan 125 sets.

## Inspiratiebronnen
De film volgt enkele verhalen van de Franse afdeling van het fictief tijdschrift Liberty, Kansas Evening Sun. Het tijdschrift, de journalisten en verhalen die in de film aan bod komen, werden geïnspireerd door het Amerikaans tijdschrift The New Yorker. Anderson is een trouwe lezer en verzamelaar van het bekende tijdschrift.
Bill Murrays personage, hoofdredacteur Arthur Howitzer jr., is gebaseerd op journalisten Harold Ross, een van de oprichters van The New Yorker, en A.J. Liebling. Het personage van Owen Wilson, schrijver Herbsaint Sazerac, werd geïnspireerd door de Amerikaanse auteur Joseph Mitchell. Kunsthandelaar Julian Cadazio, die in de film vertolkt wordt door Adrien Brody, werd gebaseerd op Joseph Duveen, over wie in 1951 een zesdelige artikelenreeks gepubliceerd werd in The New Yorker. Jeffrey Wrights personage, journalist Roebuck Wright, is een combinatie van James Baldwin en A.J. Liebling. De verhaallijn van de personages van Frances McDormand, Timothée Chalamet en Lyna Khoudri werd geïnspireerd door Mavis Gallants tweedelig artikel The Events in May: A Paris Notebook, dat in 1968 gepubliceerd werd.
Films als The Trial (1962) en vooral Le Ballon rouge (1956) dienden als visuele inspiratiebronnen.

## Release en ontvangst
The French Dispatch ging in juli 2021 in première op het filmfestival van Cannes. De première was oorspronkelijk gepland voor de editie van 2020, maar het festival werd toen vanwege de coronapandemie geannuleerd. Ook de Amerikaanse bioscooprelease, die oorspronkelijk voor 24 juli 2020 gepland was, werd vanwege de pandemie uitgesteld.
Op Rotten Tomatoes heeft The French Dispatch een waarde van 73%, gebaseerd op 214 recensies. Op Metacritic heeft de film een gemiddelde score van 74/100, gebaseerd op 55 recensies.